# Olle Wickholm
Olof "Olle" Ingvar Wickholm, född 30 juli 1913 i Högbo, Gävleborgs län, död 9 december 1994 i Sandviken, var en svensk tävlingscyklist.
Wickholm representerade Fredrikshofs IF i Stockholm och vann flera svenska mästerskap under 1940- och 1950-talet. Han medverkade i kortfilmerna Svensk idrott i helg och söcken (1945) och 6-dagarsloppet 1951 (1951)